# Guarea fistulosa
Guarea fistulosa är en tvåhjärtbladig växtart som beskrevs av W.Palacios. Guarea fistulosa ingår i släktet Guarea och familjen Meliaceae. Inga underarter finns listade i Catalogue of Life.